# Light at the End of the World
Light at the End of the World es el decimotercer álbum del dueto inglés de synthpop Erasure, publicado en 2007. Fue producido por Gareth Jones, uno de los colaboradores frecuentes del dúo, y es una colección que mostró su regreso a la electrónica tras su álbum Union Street que contenía sólo versiones acústicas.
Light at the End of the World fue precedido por el sencillo I Could Fall in Love with You, que se publicó el 2 de abril de 2007 en el Reino Unido y el 3 de abril en los Estados Unidos. De este sencillo se rodó un video promocional que fue finalmente desechado y sustituido por un video hecho con imágenes mandadas por los seguidores del grupo besándose.
Si bien su anterior álbum fue un fracaso comercial, la gira fue exitosa, por lo que Light at the End of the World volvió a colocar a Erasure entre los 30 discos más vendidos del Reino Unido (puesto 29).
Tras la edición del álbum, se editó un segundo sencillo Sunday Girl el cual consiguió la posición 33 del top 40 inglés. Finalmente lanzarían el EP Storm Chaser que, por su larga duración, no fue eligible para los charts británicos.

## Lista de temas
El álbum apareció en formato estándar de disco compacto, así como en forma de descarga digital desde Internet.
Edición en CD e Internet
| Light at the End of the World |                                 |          |  |
| N.º                           | Título                          | Duración |  |
| 1.                            | «Sunday Girl»                   | 4:35     |  |
| 2.                            | «I Could Fall in Love with You» | 4:15     |  |
| 3.                            | «Sucker for Love»               | 3:58     |  |
| 4.                            | «Storm in a Teacup»             | 4:04     |  |
| 5.                            | «Fly Away»                      | 3:21     |  |
| 6.                            | «Golden Heart»                  | 3:12     |  |
| 7.                            | «How My Eyes Adore You»         | 3:20     |  |
| 8.                            | «Darlene»                       | 3:38     |  |
| 9.                            | «When a Lover Leaves You»       | 3:51     |  |
| 10.                           | «Glass Angel»                   | 5:03     |  |

| Pistas adicionales en edición limitada de lujo |                    |          |  |
| N.º                                            | Título             | Duración |  |
| 11.                                            | «Be My Baby»       | 3:30     |  |
| 12.                                            | «I Don't Know Why» | 4:02     |  |

| Pista adicional en edición de lujo sólo desde Internet |                                                             |          |  |
| N.º                                                    | Título                                                      | Duración |  |
| 13.                                                    | «I Could Fall in Love with You» (Jeremy Wheatley Radio Mix) | 4:00     |  |

| Pistas adicionales sólo en la edición japonesa en CD |                                                           |          |  |
| N.º                                                  | Título                                                    | Duración |  |
| 11.                                                  | «I Could Fall in Love with You» (Monteverde Extended Mix) | 6:26     |  |
| 12.                                                  | «I Like It»                                               | 4:25     |  |
| 13.                                                  | «I Could Fall in Love with You» (video promocional)       | 4:05     |  |

## Créditos
Todos los temas escritos por Clarke/Bell.
Publicado por: Musical Moments (Europe) Ltd / Minotaur Music Ltd / Sony Music Publishing
- Productor: Gareth Jones.
- Ingenieros asistentes: Joe Brien (EE. UU.) y James Aparicio (Inglaterra).
- Mezclado en: The Instrument.
- Ingeniero de mezcla: Jeff Knowler.
- Masterizado por: Ted Jensen en Sterling Sound.
- Gerencia internacional: Michael Pagnotta para Reach, Inc.
- Diseño y manipulación de imagen: Richard Rockwood.
- Fotografía: Dirk Linder.
- Dirección artística: Andy Bell.